# Література авангардизму
Літерату́ра авангардизму— напрям у літературі, що сформувався у кінці XIX — на початку XX століття як реакція на традиційні форми мистецтва і суспільні зміни. Авангардисти заперечували реалізм і класицизм, використовували новаторські засоби вираження, абстракцію, іронію, парадокс, а також висвітлювали соціальні і психологічні проблеми через розрив з традиційними уявленнями про мистецтво та красу.

## Історико-культурний контекст
Авангардизм як художній напрямок виник у Франції. Саме там сформувалися перші авангардні течії, такі як кубізм, фовізм, і сюрреалізм, які суттєво вплинули на розвиток мистецтва та літератури. Париж став осередком, де зустрічалися й співпрацювали авангардисти різних національностей. Згодом авангардизм набув інтернаціонального характеру і знайшов свій розвиток у Німеччині, Італії та інших країнах.
Назва "авангардизм" походить від французького слова avant-garde, що означає "передовий загін". Термін набув поширення у XIX столітті, коли почали говорити про художників і письменників, які "йдуть попереду свого часу" і кидають виклик традиційним формам. Розчаровані в попередніх естетичних ідеалах, вони шукали нові, радикальні способів вираження. Одним із перших, хто вжив цей термін щодо мистецтва, був французький соціаліст Анрі Сен-Сімон у XIX столітті. Він бачив у митцях "передовий загін" суспільства, здатний змінювати світ через нові ідеї. У XX столітті поняття стало позначенням радикальних рухів, таких як футуризм, сюрреалізм, дадаїзм та інші.
На формування авангардизму вплинули історичні події: Перша світова війна, соціальні зміни, технічний прогрес. У становленні світогляду значну роль відіграли урбанізації та індустріалізації.

## Риси літератури авангардизму
Авангардисти прагнули до руйнування усталених канонів, експериментували з мовою, формою, стилем і змістом, використовували метафоричність, символіку, фрагментарність, техніку монтажу, колажу, автоматичного письма. Вони протестували проти традиційних форм мистецтва та літератури, запровадили пошук нових сенсів у хаотичному світі. Відбувалась  взаємодія літератури, живопису, музики, театру.

## Основні течії
Літературний авангардизм охоплює кілька напрямів, кожен із яких має свої особливості:
- Футуризм відмовляється від класичної мови та традиційних форм поезії, проголошує культ техніки, швидкість, урбанізацію. Автор "Футуристичного маніфесту" Філіппо Томмазо Марінетті (Італія)
- Кубізм: акцентує на об’єктивності, геометризації форми. Гійом Аполлінер (Франція) – збірка «Алкоголі», новатор у поезії.
- Представники дадаїзму ( засновник Трістан Тцара (Румунія) - протестували проти війни, заперечували традиційне мистецтво, утверджували нігілізм і абсурд.
- Сюрреалісти досліджували підсвідоме та ірраціональне, поєднували реальне і фантастичне, вплив снів. Автор маніфесту - Андре Бретон (Франція)
- Експресіонізм поєднував передачу емоцій, суб’єктивне бачення світу, висловлення внутрішнього емоційного світу через деформовані, яскраві образи. Франц Кафка (Німеччина) написав твори про абсурд і відчуження. Георг Тракль (Австрія) створював трагічну поезію.

## Значення літератури авангардизму
Дякуючи літературі авангардизму сформувались нові художні напрями і школи, відбувся вплив на постмодернізм та сучасне мистецтво. Авангардизм вплинув на модерністську літературу XX століття, ставши основою для таких творів, як: "Улісс" Джеймса Джойса, "Хвилі" Вірджинії Вулф, "Шум і лють" Вільяма Фолкнера.
Авангардні принципи поширились на кінематограф, рекламу, дизайн.

## Література авангардизму в Україні
Український авангардизм розвивався в період між двома світовими війнами, він пов'язаний із модерністськими течіями, які знаходили своє відображення в літературі. Це виражалося через використання нових поетичних форм, неологізмів, метафор, деформації мови і стилістичних засобів. Значну роль у розвитку авангарду відігравали експерименти з мовою, що включали використання неологізмів, нових форм метафор і синтаксису. Це прослідковується у творах, де реальність не сприймається буквально. В поезії Т. Осьмачки, Юрія Клена, М. Бажана простежуються ознаки авангардизму.
Було кілька напрямків українського авангардизму.
Неокласики зверталися до античної спадщини, намагалися переосмислити її через сучасні призми.
Футуристи виражали динамічні процеси життя через експерименти з формою і змістом. Теоретиком українського футуризму, організатором футуристичних угрупувань був представник Розстріляного відродження Михайль Семенко.
Протофутуристи створювали абсолютно нові поетичні чи художні форми. Ознаки імажизму  проявилися у творчості Б.-І. Антонича.
Валер'ян Підмогильний у своїх творах поєднував модерністські й авангардистські елементи. Його стиль виявляється в грі з мовою, у пошуках нових, більш сучасних форм літератури. Наприклад, у романі "Місто" він розвивав тему індивідуалізму, мрії про нову особистість в умовах великого міста, що є важливим для авангардного мислення.
Микола Куліш у драматургії використовував новаторські прийоми, часто порушуючи традиційні форми театрального мистецтва. Його п'єса "Народний Малахій" — приклад використання авангардистських елементів у театрі, яка містить різноманітні стилістичні і формальні експерименти.
Поезія Володимира Свідзінського відзначається глибокими метафорами і новаторським використанням форми. Представник поетичного авангарду розвивав інноваційні поетичні техніки і стилістичні форми.
Лесь Курбас – основоположник нового театрального руху в Україні - активно працював у жанрі "нового театру", орієнтувався на відмову від традиційних схем і на злам звичних форм театрального мистецтва. у його творах авангардистські принципи поєднувалися з експериментами в сценографії, акторській майстерності та візуальних елементах.